# LittleBigPlanet 2
LittleBigPlanet 2 (sovint abreujat com LBP2 & LBP 2) és un videojoc de plataformes & puzles, centrat al voltant contingut generat per l'usuari. El joc és desenvolupat per Media Molecule, publicat per Sony Computer Entertainment Europe per a PlayStation 3 i estava programat originalment per ser llançat el novembre del 2010 però es va retardar fins al gener del 2011. El videojoc va ser llançat a Nord-àmerica el 18 de gener del 2011, en l'Europa continental el 19 de gener del 2011, en Austràlia i Nova Zelanda el 20 de gener del 2011 i en el Regne Unit i Irlanda el 21 de gener del 2011.